# Клінічна кінцева точка
Клінічні кінцеві точки або клінічні результати - це показники результатів, щодо виникнення захворювання, суб'єктивних та об'єктивних симптомів або лабораторних відхилень, що становлять цільовий результат у клінічних дослідженнях. Цей термін може також стосуватися будь-якої хвороби або ознаки, яка значуще мотивує відмову особи чи організації від участі у дослідженні, яку часто називають суб'єктивною (клінічною) кінцевою точкою.
Первинна кінцева точка клінічного дослідження є кінцевою точкою, для якої розрахована потужність дослідження. Вторинні кінцеві точки - це додаткові кінцеві точки, бажано також вказані заздалегідь, для яких потужність дослідження може бути недостатньою.
Сурогатні кінцеві точки - це кінцеві точки дослідження, які замінюють клінічну кінцеву точку, часто тому, що вивчення клінічної кінцевої точки є складним, наприклад, використання підвищення артеріального тиску як сурогатної точки для смертності від серцево-судинних захворювань, коли існують сильні докази наявності причинно-наслідкового зв'язку.

## Застосування
У загальному розумінні клінічна кінцева точка належить низці сутностей, що представляють інтерес для дослідження. Результати клінічного випробування, як правило, вказують на кількість учасників, які досягли заздалегідь визначеної клінічної кінцевої точки протягом певного часу, порівняно із загальною кількістю учасників дослідження. Як тільки пацієнт досягає кінцевої точки, він або вона, як правило, виключається з подальшого експериментального втручання (походження терміна кінцева точка ).
Наприклад, клінічне випробування, що вивчає здатність ліків запобігати інфаркту, може використовувати біль у грудях як клінічну кінцеву точку. Тоді будь-який пацієнт, який бере участь у дослідженні, і який відчуває біль у грудях протягом цього дослідження, буде вважатися таким, хто досяг цієї клінічної кінцевої точки. Результати в кінцевому підсумку відображатимуть частку пацієнтів, які досягли кінцевої точки (розвитку болю в грудях), порівняно із загальною кількістю залучених у дослідження людей.
Коли в експерименті бере участь контрольна група, частка осіб, які досягли клінічної кінцевої точки після втручання, порівнюється з часткою осіб контрольної групи, які досягли тієї самої клінічної кінцевої точки. Це і відображає здатність втручання запобігати визначеній кінцевій точці .
У клінічному дослідженні первинна кінцева точка визначається як міра, яка вважатиметься успіхом для досліджуваного втручання (наприклад, для обґрунтування схвалення препарату для продажу). Первинною кінцевою точкою може бути статистично значуще поліпшення загальної виживаності (overall survival, OS). Випробування може також визначити одну або декілька вторинних кінцевих точок, таких як виживаність без прогресування захворювання (PFS). Випробування може також визначити дослідницькі кінцеві точки, досягнення яких є менш імовірними.

## Приклади
Клінічні кінцеві точки можна отримати різними методами, такими як поведінкові або когнітивні показники, показники електроенцефалографії (qEEG ), МРТ, ПЕТ або біохімічні показники.
У клінічних дослідженнях онкологічних хвороб звичайними кінцевими точками є виявлення локального рецидиву, виявлення регіонарних метастазів, виявлення віддалених метастазів, поява симптомів, госпіталізація, збільшення або зменшення потреби у знеболюючих ліках, розвиток токсичних ускладнень, потреба у проведенні хіміотерапії, потреба у проведенні операцій, потреба в радіотерапії, смерть від будь-якої причини або смерть від даної хвороби. Дослідження раку може вивчати загальну виживаність, як правило, визначаючи час до настання смерті з будь-якої причини або хворобоспецифічну виживаність, коли кінцевою точкою є смерть від даної хвороби або смерть внаслідок побічних ефектів лікування.
Показники виживаності виражаються як проміжок часу (тривалість виживання), наприклад, у місяцях. Часто використовується медіанне значення для того, щоб кінцеву точку випробування можна було отримати, як тільки 50 % учасників досягли кінцевої точки, тоді як обчислення середнього арифметичного можна проводити лише після того, як всі обстежені досягли кінцевої точки. 

### Виживаність без рецидиву
Виживаність без рецидиву хвороби (disease free survival) зазвичай використовують для аналізу результатів лікування локалізованого захворювання (хірургічне втручання або хірургічне втручання плюс ад'ювантна терапія), що робить пацієнта очевидно вільним від нього. При цьому визначною подією є рецидив, а не смерть. Люди, які мають рецидив, все ще живі, але вони вже не вільні від захворювання. Подібно до того, як на кривих виживанності не всі пацієнти вмирають, на "кривих виживаності без рецидиву" не всі пацієнти мають рецидив, і крива може мати остаточне плато, що показує пацієнтів, які не мали рецидиву після закінчення спостереження. Оскільки пацієнти виживають принаймні деякий час після рецидиву, крива фактичної виживаності виглядатиме краще, ніж крива виживаності без рецидиву.

### Виживаність без прогресування
Виживаність без прогресування захворювання зазвичай використовується для аналізу результатів лікування запущеного захворювання (на пізніх стадіях). Ключовою подією є те, що хвороба погіршується або прогресує, або пацієнт помирає з будь-якої причини. Час до прогресування - це подібна кінцева точка, яка ігнорує пацієнтів, які помирають до прогресування захворювання.

### Тривалість відповіді
Тривалість відповіді іноді використовується для аналізу результатів лікування запущеного захворювання. Подія - прогресування захворювання (рецидив). Ця кінцева точка передбачає вибір підгрупи пацієнтів, які мали відповідь на лікування (адже бувають пацієнти, які не реагують на нього). При цьому вимірюється тривалість відповіді у тих пацієнтів, які зреагували на лікування. Пацієнти, які не реагують на лікування, в аналіз не включаються.

### Загальна виживаність
Загальна виживаність заснована на події смерті з будь-якої причини, а не лише від хвороби, що лікується, отже, вона визначає смерть від побічних ефектів лікування та наслідків для виживання після рецидиву.

## Гуманна кінцева точка
Гуманну кінцеву точку можна визначити як точку, в якій біль та/або дистрес припиняються, мінімізуються або зменшуються для учасника дослідження (наприклад, піддослідної тварини), при вживанні таких заходів, як гуманне вбивство, припинення болючої процедури, або проведення лікування для полегшення болю та/або дистресу. Поява чогось з вищезазначеного, може вимагати відмови від дослідження до того, як його ціль буде повністю досягнута.

## Сурогатна кінцева точка
Сурогатна кінцева точка (або маркер) - це показник ефекту від конкретного лікування, який може корелювати з реальною клінічною кінцевою точкою, але не обов'язково має доведений взаємозв'язок. Національний інститут охорони здоров'я (США) визначає сурогатну кінцеву точку як "біомаркер, призначений замінити клінічну кінцеву точку". 

## Комбінована кінцева точка
У деяких дослідженнях визначається частота комбінованих кінцевих точок, які можуть об’єднати різні результати в одну групу. Наприклад, у дослідженні лікування серцевого нападу може повідомлятися про частоту комбінованих кінцевих точок болю в грудях, інфаркту міокарда або смерті. Прикладом комбінованої кінцевої точки у онкологічному дослідженні є виживаність без рецидиву (DFS). Кінцевою точкою при цьому є настання або смерті, або виявлення будь-якого рецидиву. "Загальна користь лікування" (Overall Treatment Utility) є прикладом багатовимірної комбінованої кінцевої точки в клінічних випробуваннях раку.
Комбінована кінцева точка може становити поріг, коли достатньо кумулятивного ступеня захворювання, симптомів, ознак або лабораторних відхилень для обгрунтування втручання з принципів гуманності (гуманна кінцева точка).

## Частота відповіді
У кожному дослідженні може визначатись, що вважається повною відповіддю (complete response, CR) або частковою відповіддю (partial response, PR) на терапію чи втручання. Отже, у дослідженні повідомляється про "загальну частоту відповіді" та загальний коефіцієнт відповіді, який включає CR та PR..

## Послідовність
Різні дослідження за певною темою часто не використовують однакові кінцеві точки, що ускладнює складання клінічно корисних рекомендацій, коли групу досліджень розглядають як єдине ціле. Ініціатива "Ключові показники здоров'я жінок" (CROWN) - одна із спроб стандартизувати результати досліджень.